# Adelowalkeria eugenia
Adelowalkeria eugenia är en fjärilsart som beskrevs av Druce 1904. Adelowalkeria eugenia ingår i släktet Adelowalkeria och familjen påfågelsspinnare. Inga underarter finns listade i Catalogue of Life.